# 白花歪头菜
白花歪头菜（学名：Vicia unijuga f. albiflora）为豆科野豌豆属歪头菜下的一个变型。